# Le Rêve (rose)
'Le Rêve' est un cultivar de rosier grimpant obtenu par Joseph Pernet-Ducher et introduit au commerce en 1923 par les Grandes Roseraies du Val de la Loire et par Paul Nabonnand. 

## Description
Toujours dans sa recherche de fleur jaune idéale, Joseph Pernet-Ducher croise 'Souvenir de Madame Eugène Verdier' (hybride de thé Pernet-Ducher, 1894) avec Rosa foetida f. persiana hort. ex Rehder  et met de longues années de mise au point.
Les fleurs de cette variété qui fut remarquée à son époque sont très grosses et semi-doubles (9-16 pétales), comme des étoiles bouton d'or devenant plus pâles au fur et à mesure. Elles sont spectaculaires, bien que non parfumées, prenant un aspect échevelé et laissant voir des étamines d'or. La floraison de printemps est extrêmement généreuse et précoce dans la saison dans les zones tempérées. Il peut y avoir une petite remontée d'automne si la situation est favorable : soleil et sol frais.
Le buisson est très vigoureux ; il peut atteindre facilement 400 cm de hauteur et même 600 cm de hauteur pour 450 cm d'envergure s'il est bien exposé. De plus, il supporte les hivers très froids ; c'est pourquoi il est plébiscité dans les pays nordiques et toujours commercialisé.